# Walter Ferreira
Walter Caetano Carvalho Ferreira (Porto Alexandre, 28 februari 1942 – 10 september 2006), voetbalnaam Walter Ferreira, was een in Portugees-West-Afrika (Angola) geboren Portugees voetballer, die bij voorkeur als aanvaller speelde. Hij was Portugees jeugdinternational.
Ferreira, een product van de jeugdopleiding van Sporting, begon zijn loopbaan in Portugal waarna hij via Red Star FC in 1971 bij Volendam terechtkwam. Hier werd hij de eerste buitenlandse speler van de club en later  ook de eerste Portugees die in de Eredivisie scoorde. Bij Volendam werd hij in zijn tweede seizoen clubtopscorer met 11 treffers. Hierna verhuurde de club hem achtereenvolgend aan Antwerp, Willem II, KAA Gent en Portimonense. In 1976 ging Ferreira bij het Duitse Wuppertaler aan de slag, maar zonder succes. Hierop keerde hij definitief terug naar Portugal, waar hij in 1981 zijn spelerscarrière afsloot.
Na zijn spelersloopbaan afgerond te hebben, bekleedde Ferreira in de jaren 80 meerdere functies bij Vitória SC.

## Clubcarrière

### Doorbraak in Portugal
Ferreira verhuisde op 16-jarige leeftijd naar Lissabon, om daar te gaan studeren en voetballen. Hij speelde in de jeugdopleiding van het Portugese Sporting, waarna hij verkaste naar Varzim. Op 24 december 1964 maakte Ferreira zijn debuut in een competitiewedstrijd tegen FC Porto. Hij scoorde die dag de enige treffer voor zijn club maar kon niet voorkomen dat Porto met 3-1 won. Hij kwam in twee seizoenen tot slechts 15 wedstrijden en 3 doelpunten, en besloot vervolgens om naar AD Sanjoanense te vertrekken, dat het voorgaande seizoen was gepromoveerd naar het hoogste niveau. Bij de Portugese promovendus werd Ferreira wel een basisspeler. Op 26 maart 1967 scoorde Ferreira vier doelpunten in een bekerwedstrijd tegen tweedeklasser Académico de Viseu, dat uiteindelijk met 9-1 verslagen werd. Zijn goede spel bleef niet onopgemerkt bij competitiegenoot Belenenses, dat hem in 1968 naar Lissabon haalde. Dit bleek een goede stap te zijn, want zijn oude club degradeerde een jaar later naar het tweede niveau. Hij speelde uiteindelijk twee seizoenen voor de club.

### Red Star FC
In 1970 verhuisde hij naar Frankrijk en ging hij aan de slag bij Red Star FC. Hij speelde in zijn eerste seizoen 24 wedstrijden. Op de laatste speeldag won Red Star na een 1-0 achterstand met 1-2 van directe concurrent Valenciennes dankzij een doelpunt vlak voor tijd van Ferreira en wist zich zodoende te handhaven op het hoogste niveau. Aan het einde van het seizoen haalde de club versterking en groeide het aantal buitenlandse spelers tot vier. Destijds was echter de regel dat een club slechts twee buitenlandse spelers mocht opstellen in een wedstrijd. Red Star had het destijds op financieel gebied erg moeilijk en vroeg daarom aan Ferreira, die de duurste speler van de club was, of hij naar een andere club wilde.
Hij ging akkoord met het verzoek en kreeg van de club twee weken vrij om op zoek te gaan naar een nieuwe werkgever. Ondanks interesse van onder meer Monaco, Sochaux en Lille wilde Ferreira in Nederland gaan voetballen. Hij trainde mee bij het Ajax van trainer Ștefan Kovács, maar de Amsterdammers hadden al twee buitenlanders onder contract en zagen in Ferreira geen directe versterking. Hij keerde vervolgens terug naar Parijs en speelde nog één wedstrijd voor de club, de seizoensopener tegen AS Angoulême.

### Volendam

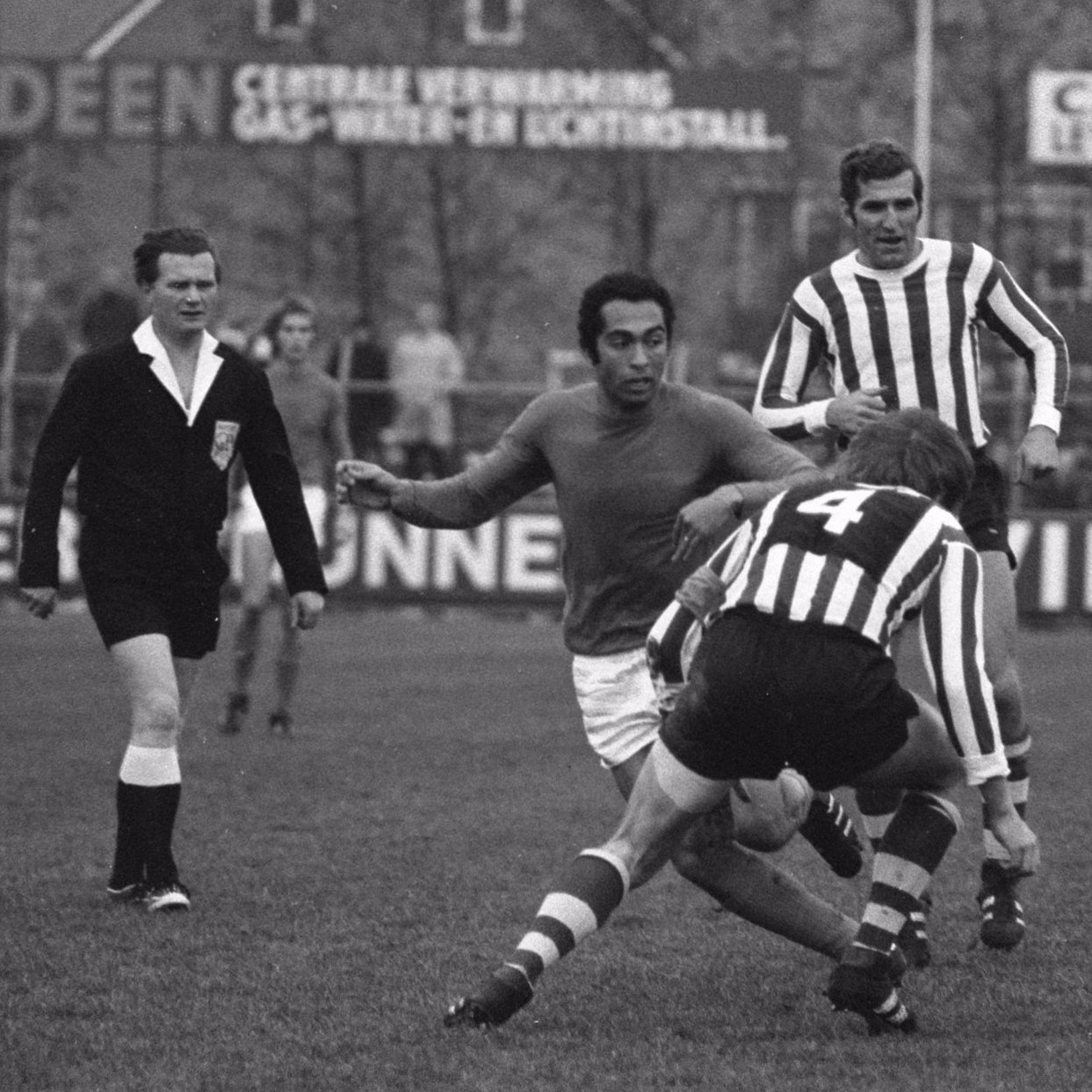
Ferreira in duel met Henk Bosveld tijdens zijn debuutwedstrijd.

Uiteindelijk ging de Portugees toch aan de slag bij een Nederlandse club. Hij genoot interesse van Sparta, FC Utrecht, Vitesse, Telstar en Volendam. Laatstgenoemde was het meest concreet en liet hem meespelen in een oefenwedstrijd tegen De Kennemers. Ferreira was twee keer trefzeker en overtuigde zodoende de club om hem te binden. Hij tekende op 7 december 1971 een contract dat hem voor anderhalf jaar aan de club bond. Negen dagen later zou de speler speelgerechtigd zijn voor de Volendammers. Opvallende aanwezige bij de overeenkomst was Jack de Vries, een Amsterdams zakenman, die eerder betrokken was bij het behouden van Johan Cruijff voor Ajax en nu Ferreira aan een nieuwe club had geholpen. Op 19 december 1971 maakte Ferreira zijn debuut in het Nederlandse betaalde voetbal in een wedstrijd tegen Sparta Rotterdam. Hij ging de boeken in als de eerste buitenlandse voetballer die ooit voor de Volendamse voetbalclub in actie kwam. Een week later was hij tegen FC Den Bosch '67 (0-1 winst) voor het eerst trefzeker, toen hij een voorzet van Dick de Boer tot treffer promoveerde. Hij kreeg al snel de bijnaam Trappindoelie, dat veranderde in Trappnietindoelie als hij minder presteerde.

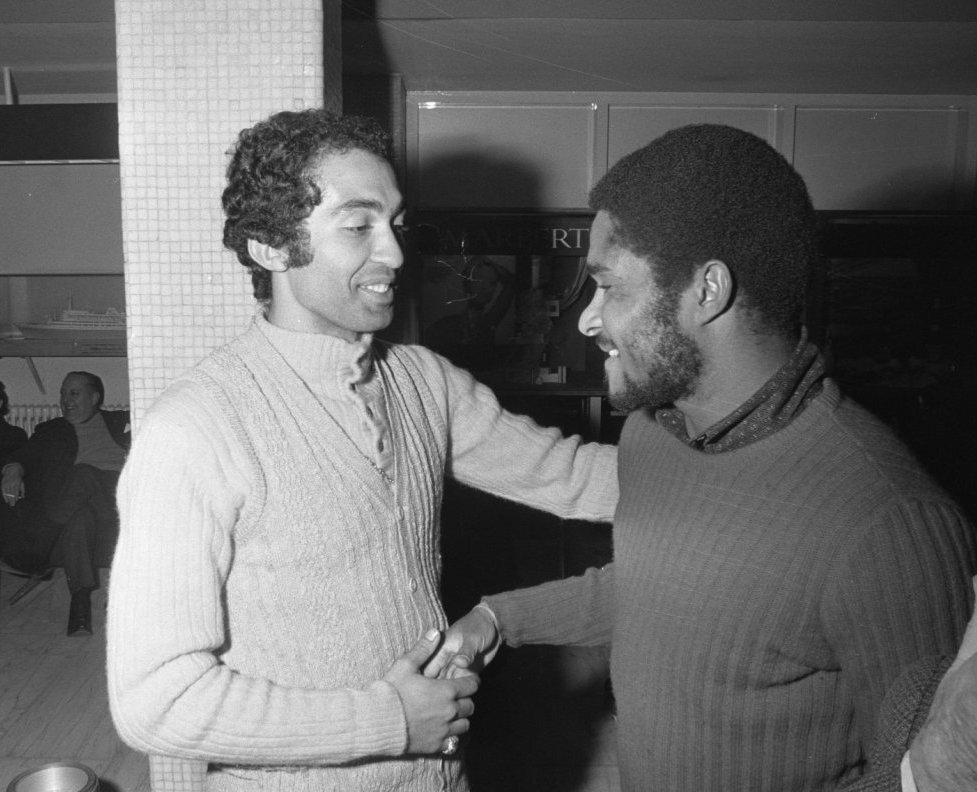
Walter Ferreira (links) schudt Eusébio (Benfica) de hand (1972).

In zijn eerste seizoen degradeerde Ferreira met Volendam naar de Eerste divisie. Desondanks was de club wel succesvol in de KNVB Beker. Volendam haalde de halve finale na overwinningen op achtereenvolgend Veendam, PSV en Excelsior. Hierin bleek Ajax met 2-0 te sterk. Ferreira speelde alle wedstrijden mee. Het was de beste bekerprestatie van Volendam sinds 1958, toen in de finale met 4-3 werd verloren van Sparta.
Het volgende seizoen, waarin de nacompetitie werd geïntroduceerd, leek op een sportief debacle uit te lopen, maar in de laatste periode herpakte Volendam zich. Mede dankzij Ferreira werd Volendam in de vierde periode periodekampioen, waarmee deelname aan de nacompetitie een feit was. In de laatste competitiewedstrijd tegen Willem II, welke met 6-0 werd gewonnen, trof Ferreira driemaal doel en gaf hij één assist. Ondanks een aantal zeer belangrijke doelpunten van de Portugees in de nacompetitie, miste Volendam promotie naar de Eredivisie op het nippertje. Ferreira maakte in twee seizoenen 14 doelpunten voor Volendam en was de eerste Portugees die scoorde in de Eredivisie.
Ferreira, die ook de bijnaam zwarte paling had als tegenhanger van zijn landgenoot Eusébio (zwarte parel), had gemengde gevoelens over zijn verblijf bij Volendam. Hij bewonderde het niveau van het Nederlandse voetbal en had zijn carrière graag bij Volendam beëindigd, maar het feit dat hij weinig contact had met medespelers door zijn taalbarrière en dat hij destijds de enige full-prof was, waren aanleiding om de club te verlaten. In 1976 trad de tweede buitenlander toe bij Volendam; de Deen Mogens Fog.

### Verhuur aan Antwerp
In juli 1973 werd Ferreira door Volendam verhuurd aan het Belgische Antwerp. Hij had naast Antwerp ook contact met Berchem Sport gehad over een transfer, maar koos uiteindelijk voor Antwerp. Ferreira had inmiddels de Nederlandse taal wat meer onder de knie gekregen, maar zijn vrouw sprak nog helemaal geen Nederlands. Haar Portugese zuster woonde destijds in Antwerpen en daarom gaf de Portugees voorkeur aan een transfer naar deze club. Hij speelde echter slechts twee oefenwedstrijden mee en nam medio december alweer afscheid van de club omdat hij problemen had met zijn verblijfsvergunning in België.

### Verhuur aan Willem II
Op 12 december 1973 kwam het nieuws naar buiten dat Volendam en Willem II in onderhandeling waren over een transfer van doelman Leo van Straaten en spits Walter Ferreira naar de Tilburgse club. Op 15 december werd bekend dat Ferreira het seizoen op huurbasis zou gaan afmaken bij Willem II. Een dag later maakte hij een droomdebuut toen hij in de thuiswedstrijd tegen SC Cambuur na één minuut de assist gaf voor de openingstreffer en een klein half uur later zelf de 2-0 op het scorebord zette. Willem II won de wedstrijd met 4-3 en boekte haar eerste zege in 4 maanden. Na afloop van de wedstrijd zei trainer Jan Brouwer: Hij (Ferreira) is zonder meer een grote aanwinst. Hij is slim en geroutineerd. Bovendien hebben we nu ineens afspeelmogelijkheden in de diepte, zowel langs de grond als in de lucht.
Ferreira bewees in de komende weken inderdaad een grote aanwinst te zijn. In de volgende speelronde was hij opnieuw trefzeker, in een met 2-0 gewonnen wedstrijd tegen Dordrecht. Een week later won laagvlieger Willem II verrassend met 1-0 van koploper Vitesse door een doelpunt van Ferreira in de tweede helft. Door de nederlaag verspilden de Arnhemmers het periodekampioenschap aan Wageningen, dat uiteindelijk zou promoveren via de nacompetitie. Vier dagen later was hij in de 2-1 thuisoverwinning op FC VVV voor de vierde wedstrijd op rij doeltreffend. Na de jaarwisseling was Ferreira minder succesvol. Hij scoorde in januari nog tegen Volendam en Fortuna Vlaardingen, maar verloor daarna zijn basisplaats. Ferreira kwam uiteindelijk tot 7 doelpunten voor Willem II in 14 competitiewedstrijden en eindigde met de club op een teleurstellende zeventiende plaats in de competitie.

### Laatste verhuurperiodes
Ferreira, die nog steeds eigendom van Volendam was, kreeg vervolgens de vrijheid om zelf een nieuwe (tijdelijke) club te kiezen. Als hij een nieuwe club had gevonden moest hij dit bij Volendam melden, dat vervolgens een bedrag kreeg van desbetreffende club in ruil voor zijn diensten. In de zomer van 1974 ging hij aan de slag bij KAA Gent, waar Richard Orlans destijds hoofdtrainer was. Met de club werd hij kampioen in de Derde klasse, zijn tweede prijs als speler na het winnen van de Taça de Honra met Belenenses. In 1975 werd Ferreira verhuurd aan het Portugese Portimonense SC, waarmee hij een jaar later kampioen werd in de Segunda Divisão Zuid. Dit betekende dat de club voor het eerst in haar historie promoveerde naar het hoogste niveau.

### Terugkeer naar Portugal
In de zomer van 1976 tekende Ferreira bij Wuppertaler SV in Duitsland, dat hem definitief overnam van Volendam. Op 26 februari 1977 maakte hij als invaller zijn debuut in de Zweite Bundesliga tegen Wacker 04 Berlin, dat later in 1994 failliet zou gaan. Op 18 maart, in zijn derde en tevens laatste wedstrijd, was hij trefzeker voor de club in een met 6-2 gewonnen thuiswedstrijd tegen Bonner SC.
Hierna keerde Ferreira definitief terug naar Portugal en ging hij spelen bij Portimonense, dat hem twee seizoenen eerder al had gehuurd van Volendam. Hij speelde 10 wedstrijden voor de club op het hoogste niveau. In het seizoen 1978/79 vertrok hij naar AD Sanjoanense, de club waarbij hij zijn definitief doorbraak in Portugal had beleefd. Sanjoanense was afgezakt en kwam inmiddels uit op het derde niveau. Hij kwam nadien nog uit voor Estrela da Amadora en ten slotte Ermesinde Sport Clube.
In de jaren 80 bekleedde hij meerdere functies bij Vitória SC, waar hij bevriend was met clubvoorzitter Pimenta Machado. Hij was voornamelijk werkzaam als spelersmanager en haalde onder meer N'Dinga Mbote, Basaula Lemba en Monduone N'Kama naar Vitória. Daarnaast haalde hij ook zijn zoon João Paulo (Palecas), die in 1986 ook stage bij Ajax liep, naar de club.

## Clubstatistieken
| Seizoen        | Club               | Land               | Competitie         | Competitie | Competitie | Beker | Beker | Totaal | Totaal |
| Seizoen        | Club               | Land               | Competitie         | Wed.       | Dlp.       | Wed.  | Dlp.  | Wed.   | Dlp.   |
| -------------- | ------------------ | ------------------ | ------------------ | ---------- | ---------- | ----- | ----- | ------ | ------ |
| 1964/65        | Varzim SC          | Vlag van Portugal  | Primeira Divisão   | 5          | 1          |       |       | 5      | 1      |
| 1965/66        | Varzim SC          | Vlag van Portugal  | Primeira Divisão   | 10         | 2          |       |       | 10     | 2      |
| Clubtotaal     | Clubtotaal         | Clubtotaal         | Clubtotaal         | 15         | 3          | –     | –     | 15     | 3      |
| 1966/67        | Sanjoanense        | Vlag van Portugal  | Primeira Divisão   | 23         | 6          | 2     | 4     | 25     | 10     |
| 1967/68        | Sanjoanense        | Vlag van Portugal  | Primeira Divisão   | 25         | 6          | 1     | 1     | 26     | 7      |
| Clubtotaal     | Clubtotaal         | Clubtotaal         | Clubtotaal         | 48         | 12         | 3     | 5     | 51     | 17     |
| 1968/69        | Belenenses         | Vlag van Portugal  | Primeira Divisão   | 19         | 3          |       |       | 19     | 3      |
| 1969/70        | Belenenses         | Vlag van Portugal  | Primeira Divisão   | 8          | 1          |       |       | 8      | 1      |
| Clubtotaal     | Clubtotaal         | Clubtotaal         | Clubtotaal         | 27         | 4          | –     | –     | 27     | 4      |
| 1970/71        | Red Star FC        | Vlag van Frankrijk | Division Nationale | 24         | 3          |       |       | 24     | 3      |
| 1971/72        | Red Star FC        | Vlag van Frankrijk | Division Nationale | 1          | 0          | 0     | 0     | 1      | 0      |
| Clubtotaal     | Clubtotaal         | Clubtotaal         | Clubtotaal         | 25         | 3          | –     | –     | 25     | 3      |
| 1971/72        | Volendam           | Vlag van Nederland | Eredivisie         | 18         | 3          | 4     | 0     | 22     | 3      |
| 1972/73        | Volendam           | Vlag van Nederland | Eerste divisie     | 32         | 11         | 2     | 0     | 34     | 11     |
| Clubtotaal     | Clubtotaal         | Clubtotaal         | Clubtotaal         | 50         | 14         | 6     | 0     | 56     | 14     |
| 1973/74        | Antwerp            | Vlag van België    | Eerste klasse      | 0          | 0          | 0     | 0     | 0      | 0      |
| Clubtotaal     | Clubtotaal         | Clubtotaal         | Clubtotaal         | 0          | 0          | 0     | 0     | 0      | 0      |
| 1973/74        | Willem II          | Vlag van Nederland | Eerste divisie     | 14         | 7          | 0     | 0     | 14     | 7      |
| Clubtotaal     | Clubtotaal         | Clubtotaal         | Clubtotaal         | 14         | 7          | 0     | 0     | 14     | 7      |
| 1974/75        | KAA Gent           | Vlag van België    | Derde klasse A     |            |            |       |       |        |        |
| Clubtotaal     | Clubtotaal         | Clubtotaal         | Clubtotaal         | –          | –          | –     | –     | –      | –      |
| 1975/76        | Portimonense       | Vlag van Portugal  | Segunda Divisão    | 2          | 0          |       |       | 2      | 0      |
| Clubtotaal     | Clubtotaal         | Clubtotaal         | Clubtotaal         | 2          | 0          | –     | –     | 2      | 0      |
| 1976/77        | Wuppertaler SV     | Vlag van Duitsland | 2. Bundesliga Nord | 3          | 1          | 0     | 0     | 3      | 1      |
| Clubtotaal     | Clubtotaal         | Clubtotaal         | Clubtotaal         | 3          | 1          | 0     | 0     | 3      | 1      |
| 1977/78        | Portimonense       | Vlag van Portugal  | Primeira Divisão   | 10         | 0          |       |       | 10     | 0      |
| Clubtotaal     | Clubtotaal         | Clubtotaal         | Clubtotaal         | 12         | 0          | –     | –     | 12     | 0      |
| 1978/79        | Sanjoanense        | Vlag van Portugal  | Terceira Divisão   |            |            |       |       |        |        |
| Clubtotaal     | Clubtotaal         | Clubtotaal         | Clubtotaal         | –          | –          | –     | –     | –      | –      |
| 1979/80        | Estrela da Amadora | Vlag van Portugal  | Segunda Divisão    | 9          | 0          |       |       | 9      | 0      |
| Clubtotaal     | Clubtotaal         | Clubtotaal         | Clubtotaal         | 9          | 0          | –     | –     | 9      | 0      |
| 1980/81        | Ermesinde          | Vlag van Portugal  | Segunda Divisão    |            |            |       |       |        |        |
| Clubtotaal     | Clubtotaal         | Clubtotaal         | Clubtotaal         | –          | –          | –     | –     | –      | –      |
| Carrièretotaal | Carrièretotaal     | Carrièretotaal     | Carrièretotaal     | 203        | 44         | 9     | 5     | 212    | 49     |

## Erelijst
| Competitie                      |            |            |            |            |
| Competitie                      | Aantal     | Jaar       |            |            |
| Belenenses                      | Belenenses | Belenenses | Belenenses | Belenenses |
| ------------------------------- | ---------- | ---------- | ---------- | ---------- |
| Taça de Honra                   | 1          | 1969/70    |            |            |
| KAA Gent                        |            |            |            |            |
| Kampioen Derde Klasse           | 1          | 1974/75    |            |            |
| Portimonense SC                 |            |            |            |            |
| Kampioen Segunda Divisão (Zuid) | 1          | 1975/76    |            |            |